# Lipodystrofia
Lipodystrofia, lipoatrofia (ang. lipodystrophy) – wieloprzyczynowe zaburzenia, które charakteryzują się miejscowym lub uogólnionym zanikiem tkanki tłuszczowej.
Przykładem może być lipoatrofia poinsulinowa, czyli zanik tkanki tłuszczowej w miejscu wstrzykiwania insuliny, ale może się także zdarzać w miejscach odległych. Mechanizm tego zjawiska nie jest do końca poznany, ale przypisuje się mu tło autoimmunologiczne.
Zawsze ma związek z nasileniem zjawiska insulinooporności.
Część lipodystrofii może mieć podłoże genetyczne – np. zespół Barraquera-Simonsa, zespół Seipa-Berardinelliego.
U pacjentów leczonych HAART może się rozwinąć zespół lipodystrofii HIV.

## Lipodystrofia a cukrzyca
Lipodystofia jest zaburzeniem szczególnie częstym wśród osób chorych na cukrzycę. Zmiany zachodzą w obrębie miejsc, gdzie dokonywane są wstrzyknięcia. Z tego powodu lekarze zalecają, aby regularnie zmieniać miejsca iniekcji.
Jako pokazują badania, jednym z czynników wpływających na częstotliwość występowania lipodystrofii u diabetyków jest wielokrotne używanie tej samej igły podczas kolejnych wstrzyknięć. W przypadku osób używających ich tylko raz odsetek chorych, zmagających się ze zmianami, wynosi od 20 do 31%. Tymczasem używanie jednej igły więcej niż dwa razy, podnosi wartość tę do 63, a w niektórych przypadkach nawet 75%. Problem ten jest szczególnie znany w Chinach, gdzie bardzo popularne jest korzystanie z wielorazowych igieł insulinowych. Współczynnik cukrzyków, u których stwierdzono lipodystrofię wynosi ponad 60%, podczas gdy w Europie jest o połowę niższy.